# جون فريدريك ثورن
جون فريدريك ثورن هو شخصية أعمال وسياسي نرويجي، ولد في 23 ديسمبر 1801 في درامن في النرويج، وتوفي بنفس المكان في 7 مارس 1854.

## مناصب
- انتخب عضو برلمان النرويج  [لغات أخرى]‏ عن دائرة  خلال فترته النيابية ‏ (1848 – 1850).
- انتخب عضو برلمان النرويج  [لغات أخرى]‏ عن دائرة  خلال فترته النيابية ‏ (1845 – 1847).
- انتخب نائب عضو برلمان النرويج  [لغات أخرى]‏ عن دائرة  خلال فترته النيابية ‏ (1842 – 1844).
- انتخب عضو برلمان النرويج  [لغات أخرى]‏ عن دائرة  خلال فترته النيابية ‏ (1839 – 1841).
- انتخب عضو برلمان النرويج  [لغات أخرى]‏ عن دائرة  خلال فترته النيابية ‏ (1833 – 1835).